# Franz Joseph Adolph Heinrich Schulze Pellengahr
Franz Joseph Adolph Heinrich Schulze Pellengahr (* 23. November 1796 in Ascheberg; † 4. März 1829 ebenda) war ein (römisch-katholischer) Land- und Forstwirt sowie Landtagsabgeordneter.

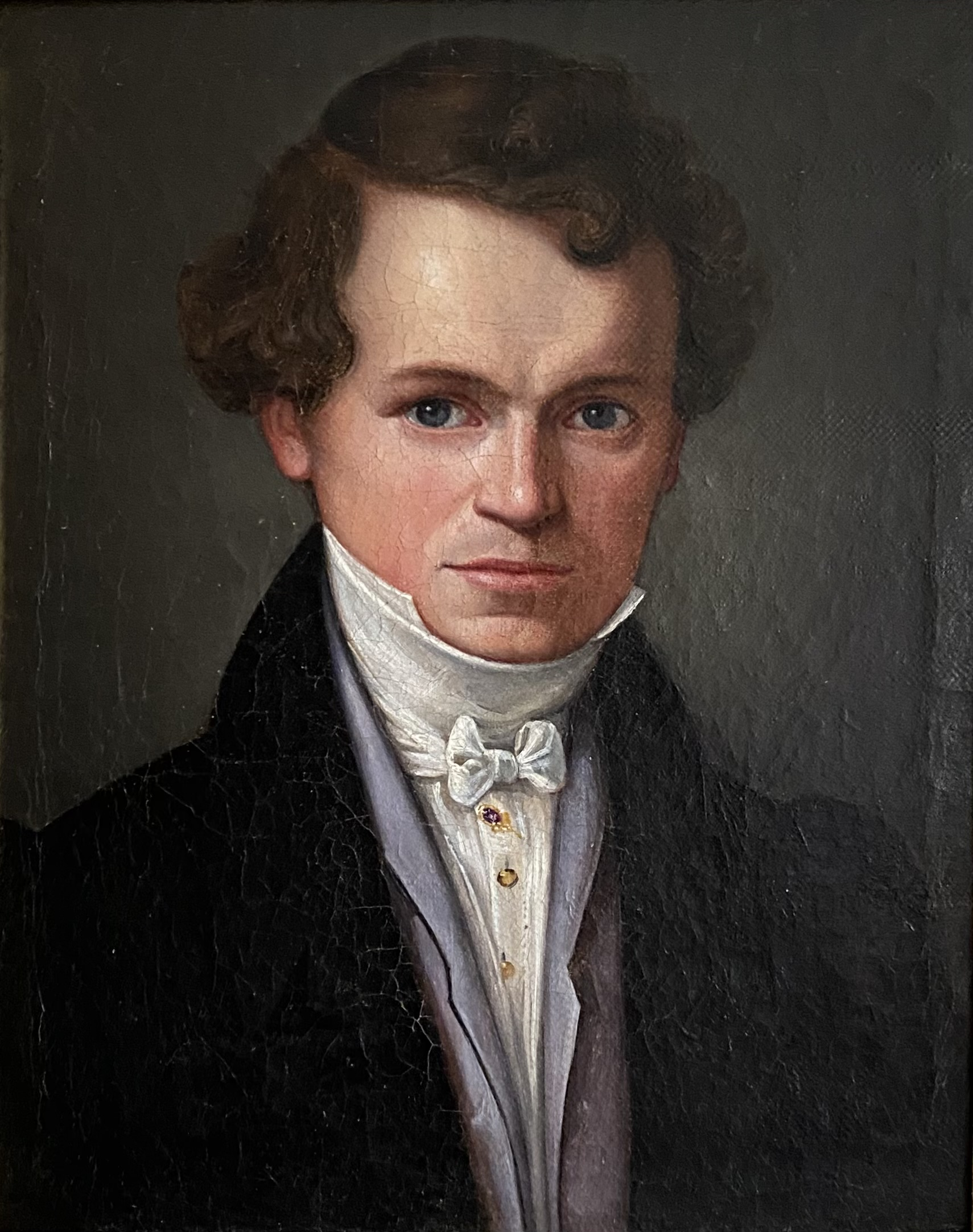
Franz Joseph Adolph Heinrich Schulze Pellengahr, Ölgemälde um 1825.

## Leben und Wirken
Er wurde am 23. November 1796 als Sohn der Eheleute Johann Caspar Schulze Pellengahr und Anna Sybilla Bernhardina Freusberg gt. Schulte Steinhorst auf dem Hause Steinhorst bei Ascheberg (Westfalen) als viertes von insgesamt elf Kindern geboren. Nachdem sein älterer Bruder, Johann Adolph Antonius, schon früh sein Interesse für den Arztberuf signalisiert hatte – er studierte Medizin in Münster, Wien und Berlin und war später erster Direktor der Chirurgischen Klinik in Münster – trat Franz die Nachfolge in der Bewirtschaftung des elterlichen Hofes an und durchlief eine landwirtschaftliche Ausbildung. Am 19. Oktober 1824 heiratete er Elisabeth Juliane Moormann (1801–1871) aus Mettingen, mit der er nach Steinhorst zog. Aus dieser Verbindung gingen zwei Kinder hervor (Sohn Caspar Hubert Gustav Schulze Pellengahr, der spätere Politiker und eine Tochter).
Als König Friedrich Wilhelm III. von Preußen mit dem am 5. Juni 1823 erlassenen Gesetz „wegen Anordnung der Provinzialstände“ sein Verfassungsversprechen vom 22. Mai 1815 einlöste und die Einberufung von Landtagen in den einzelnen preußischen Provinzen anordnete (für die preußische Provinz Westfalen dann konkret im Ausführungsgesetz vom 27. März 1824), wurden insgesamt auch 20 Vertreter der Landgemeinden der Provinz gesucht, die durch Wahlmänner zu wählen waren. Das aktive Wahlrecht war damals auf männliche Bewohner beschränkt, die mindestens 24 Jahre alt sein mussten, einer christlichen Konfession anzugehören hatten und im Wahlbezirk über einen steuerpflichtigen Grund- oder Gewerbebesitz bestimmter Größe verfügen mussten. Die Wahl fiel auf den damals 29-jährigen Franz Schulze Pellengahr, der damit die Landgemeinden des Kreises Lüdinghausen im Wahlbezirk Münster-Ost im Ersten Westfälischen Landtag zu vertreten hatte. Am 29. Oktober 1826 wurde der Landtag durch den vom Preußischen König ernannten Landtagsmarschall, Karl vom und zum Stein im Schloss zu Münster eröffnet. In den folgenden Sitzungswochen berieten die insgesamt 71 Abgeordneten vor allem über die Entwürfe für eine Kreis- und Städteordnung der Provinz Westfalen und über Fragen der Fürsorge für körperlich und geistig Behinderte. Auch die Förderung der Wirtschaft und die Verbesserung der Infrastruktur (vor allem der Bau von Provinzialstraßen) standen im Mittelpunkt der Beratungen.
Schulze Pellengahr wohnte den Beratungen bis zu seinem frühen Tod am 4. März 1829 rege und mit großer Tatkraft bei. Er starb ebenso wie seine Eltern und seine Tochter an den Folgen einer Typhusepidemie. Bis zur Volljährigkeit seines einzigen Sohnes, Caspar Hubert Gustav Schulze Pellengahr, verwaltete seine Frau Haus und Hof in der Davert. Auch in politischer Hinsicht folgte er seinem Vater nach und vertrat in späteren Jahren seinen heimatlichen Wahlkreis als Zentrums-Politiker im Preußischen Abgeordnetenhaus in Berlin.
Schulze Pellengahr zählt zu den frühen Parlamentariern Westfalens. Er stand gewissermaßen an der „Wiege“ der parlamentarischen Arbeit in Preußen, wenngleich der Westfälische Landtag jener Zeit noch nicht über die demokratische Legitimation heutiger Landtage verfügte. Gleichwohl ist er sicherlich zu den Wegbereitern des heutigen Parlamentarismus zu zählen.